# Kees Bakels
Kees Bakels (Amsterdam, 14 gennaio 1945) è un direttore d'orchestra e violinista olandese.

## Biografia
Bakels ha iniziato la sua carriera musicale come violinista e in seguito ha studiato direzione d'orchestra presso il Conservatorio di Amsterdam e l'Accademia Musicale Chigiana di Siena, Italia. Si è esibito con molte orchestre come direttore ospite, oltre a detenere la posizione di titolare con la Netherlands Chamber Orchestra e con la Netherlands Radio Symphony. È stato direttore principale ospite della Bournemouth Symphony Orchestra per 10 anni ed ha registrato sinfonie di Ralph Vaughan Williams con l'orchestra per l'etichetta Naxos Records.
Bakels è stato il primo direttore musicale della Malaysian Philharmonic Orchestra, dal 1997 al 2005. Ha ora il titolo di direttore d'orchestra laureato. Bakels inizialmente aveva intenzione di dimettersi da direttore musicale della MPO prima del 2005, dopo che James Judd era stato nominato successivo direttore musicale nel settembre del 2003. Tuttavia nel mese di aprile 2004 la MPO rescisse il contratto con Judd, senza alcuna spiegazione pubblica e Judd non assunse la carica di direttore musicale della MPO. Bakels restò allora in carica, fino al momento in cui Matthias Bamert gli succedette ufficialmente nel 2005. Con l'orchestra Bakels ha inciso numerosi CD per la BIS Records, compresa la musica di Nikolai Rimsky-Korsakov e di Édouard Lalo.

## Discografia
- Pietro Mascagni, Isabeau, Lynne Strow Piccolo, Adriaan van Limpt, Henk Smit, Anna Marangaki,Kees Bakels direttore, Utrecht,14-02-1982, 2 CD, Bongiovanni 2002,GB2341/42-2.
- Pietro Mascagni, Nerone, Georgi Tcholakov, Lynne Strow Piccolo, Rosanna Didone', Sigmund Cowan, Kees Bakels direttore, Utrecht, 16-11-1986, 2 CD, Bongiovanni, GB2052/53-2.